# Hanns-Josef Ortheil
Hanns-Josef Ortheil (ur. 5 listopada 1951 w Kolonii) – niemiecki pisarz, scenarzysta, germanista i wykładowca akademicki.

## Życie
Hanns-Josef Ortheil urodził się w Kolonii jako piąty syn bibliotekarki Marii Kathariny Ortheil (1913–1996) i geodety, późniejszego dyrektora kolei federalnych (Bundesbahndirektor) Josefa Ortheila (1907–1988). Jego rodzice stracili podczas II wojny światowej dwóch synów, a w pierwszych latach powojennych kolejnych dwóch. W obliczu tych wydarzeń i utraty synów matka Ortheila stawała się coraz bardziej milcząca, aż w końcu stała się całkowicie niema. Chłopiec dorastał w milczeniu, a w wieku trzech lat sam przestał próbować mówić. Dopiero, gdy miał 7 lat nauczył się tak naprawdę mówić. W październiku 2013 roku pisarz opowiedział o tym podczas audycji Planet Wissen w telewizji Westdeutscher Rundfunk w Kolonii. Jego pierwsze zdanie brzmiało: „Gib mal her!” („Podaj!”), które wypowiedział do dwóch chłopców grających w piłkę nożną.
Przełomem w życiu Ortheila okazały się lekcje gry na fortepianie, których udzielała mu matka i które rozpoczął w wieku czterech lat. Od 1956 roku chłopca nauczali pianiści i pedagogowie muzyczni. Jednymi z pianistów i teoretyków muzycznych byli Erich Forneberg i Daniela Ballek. Ortheil robił szybkie postępy jako pianista i chciał wybrać ten rodzaj kariery. Niestety we wczesnych latach siedemdziesiątych podczas dwóch pobytów w Rzymie masywne i wciąż powracające zapalenia pochewki ścięgna zmusiły go do rezygnacji z marzeń.
Lekcje gry na fortepianie przyczyniły się do przełomu, jaki nastąpił w życiu chłopca. Muzyka stała się jego fascynacją i odegrała w jego życiu ważną rolę. Do dziś autor podkreśla jej znaczenie m.in. w swoich dziełach. Pisarz wyznał, że jego przygoda z muzyką zaczęła się od Mozarta, którego utworów słuchał często i z całkowitą przyjemnością. Ortheil uważa muzykę i pisanie za dwa wielkie fenomeny.
Po dzieciństwie i młodości spędzonych w Kolonii, Westerwald, Wuppertal i w Moguncji Ortheil zdał maturę w Rabanus-Maurus-Gymnasium i rozpoczął studia w Rzymie na kierunku historia sztuki. W późniejszych latach studiował jeszcze na uniwersytetach w Moguncji, Getyndze i w Paryżu. Kierunki studiów jakich się podjął to m.in. muzykologia, filozofia, germanistyka i komparatystyka literacka. W latach siedemdziesiątych oprócz studiowania pracował jako dziennikarz filmowy i muzyczny w gazecie Mainzer Allgemeine Zeitung, a ponadto w latach osiemdziesiątych jako felietonista i krytyk literacki m.in. dla: Frankfurter Allgemeine Zeitung, Die Zeit, Die Welt, Rheinischer Merkur, Der Spiegel i Neue Zürcher Zeitung. W 1976 roku został promowany w niemieckim instytucie Uniwersytetu w Mainz do tytułu doktora, dzięki swojej rozprawie doktorskiej na temat teorii powieści w epoce Rewolucji Francuskiej (Theorie des Romans im Zeitalter der Französischen Revolution). Od 1976 do 1982 roku Ortheil był tam pracownikiem naukowym, a od 1982 do 1988 pełnił rolę asystenta szkoły wyższej.
W 1979 roku zadebiutował jako pisarz ze swoją powieścią „Fermer”, za którą otrzymał pierwszą nagrodę literacką „Aspekte”-Literaturpreis des ZDF za najlepszy debiut tego roku. W 1983 roku Ortheil poślubił wydawczynię Immę Klemm, wnuczkę ekspresjonistycznego poety Wilhelma Klemma. W latach 1988–1990 żył jako wolny pisarz. Niemiecka Akademia Villa Massimo Rom przyznała mu w 1991 roku stypendium, co sprawiło, że od tego czasu Ortheil mieszkał i spędzał coraz więcej czasu w Rzymie. W roku 1993 podczas drugiego pobytu w Villa Massimo Ortheil wznowił swoją działalność koncertową jako pianista, grał zarówno w prywatnych, jak i publicznych kręgach.
W 1990 roku pisarz otrzymał etat na Uniwersytecie w Hildesheim jako wykładowca przedmiotów: Kreatywne Pisanie (Kreatives Schreiben) i Literatury Współczesnej (Gegenwartsliteratur). Ponadto w 1999 roku utworzył tam nowy kierunek nazwany „Kreatywne pisanie i dziennikarstwo kulturowe” (Kreatives Schreiben und Kulturjournalismus). Kierunek ten studiowali młodzi pisarze tacy jak np. Mariana Leky, Paul Brodowsky, Thomas Klupp, Sebastian Polmans, Kevin Kuhn i Leif Randt. W 2003 Ortheil uzyskał tytuł profesora i dalej kontynuował swoją działalność naukową z kolegami i współpracownikami.
W 2008 roku Ortheil został wybrany na dyrektora nowo założonego Instytutu Literackiego Pisania i Literaturoznawstwa Uniwersytetu w Hildesheim (Institut für Literarisches Schreiben und Literaturwissenschaft der Universität Hildesheim), którego celem jest wspieranie młodych autorów w teorii i praktyce oraz badanie wszystkich aspektów pisma i pisania. Oprócz działalności edukacyjnej na Uniwersytecie w Hildesheim, pisarz był także wykładowcą poetyki na Uniwersytecie Waszyngtońskim (Washington University in St. Louis/USA), a ponadto działał na uniwersytetach w Paderborn, Bielefeld, Heidelbergu, Zurychu i Bamberg. Hanns-Josef Ortheil jest profesorem honorowym Uniwersytetu w Heidelbergu, a także członkiem niemieckiego PEN Clubu (PEN-Zentrum Deutschland) i Bawarskiej Akademii Sztuk Pięknych w Monachium (Bayerische Akademie der Schönen Künste in München).

## Twórczość

### Jako autor

#### Literatura faktu
- Poetycki opór w powieści. Historia i interpretacja powieści w XVII i XVIII wieku (Der poetische Widerstand im Roman. Geschichte und Auslegung des Romans im 17. und 18. Jahrhundert), Athenäum, Königstein/Taunus 1980.
- Jak powstają powieści, współ. z Klausem Siblewskim, Luchterhand, Monachium 2008 (Sammlung Luchterhand).

#### Współczesne powieści i autobiograficzne eseje
- Fermer (Fermer), powieść S. Fischer, Frankfurt nad Menem 1979 (Collection S. Fischer, Band 7).
- Wielka miłość (Die große Liebe), powieść. wyd. Luchterhand, Monachium 2003.
- Wenecja (Venedig), Monachium 2004.
- Wędrówka wzdłuż Mozeli (Die Moselreise), Monachium 2010.
- Rzym, Villa Massimo (Rom, Villa Massimo), wyd. LangenMüller, Monachium 2015.
- Co kocham, a co nie (Was ich liebe – und was nicht), wyd. Luchterhand, Monachium 2016.

#### Powieści historyczne
- Pocałunki Faustyny (Faustinas Küsse), Monachium 1998.
- W świetle laguny (Im Licht der Lagune), Monachium 1998.
- Noc Don Juana (Die Nacht des Don Juan), wyd. Luchterhand, Monachium 2000.

### Jako wydawca
- Hanns-Josef Ortheil: Moje lato (Mein Sommer), wyd. Dumont, Kolonia 2012.
- Hanns-Josef Ortheil i Imma Klemm: Dziękuję za zaproszenie (Danke für die Einladung), wyd. Dumont, Kolonia 2013.

## Powieść autobiograficznaDie Erfindung des Lebens

### Treść
Powieść przedstawia historię Ortheila, jego dzieciństwo, porzucenie kariery pianisty oraz pierwsze sukcesy i osiągnięcia jako pisarz. Została wydana w Monachium w 2009 roku. Ortheil stracił czterech braci, w wyniku czego jego matka z czasem stała się całkowicie niema. Chłopiec dorastając w Kolonii z niemą matką, także nie potrafił długo mówić. Jednak w jego życiu nastąpił przełom, dzięki któremu Ortheil rozpoczął karierę pianisty w Rzymie. Z powodu choroby musiał z niej zrezygnować, po czym postanowił spróbować swoich sił w pisaniu.

### Forma
Powieść napisana jest w sposób subiektywny i przede wszystkim z perspektywy głównego bohatera. Podzielona została na dwa wątki. W pierwszym Ortheil opowiada swoją historię jako narrator w pierwszej osobie liczby pojedynczej. Przedstawia lata młodzieńcze do 25. roku życia. Drugi wątek dotyczy jego aktualnej sytuacji. By ją dobrze opisać, Ortheil wyruszył do Rzymu. Opisany został przedział czasu od początku roku 1950 do połowy roku 1970. Ortheil napisał tę powieść po trzydziestu latach od wyjazdu z Rzymu.

## PowieśćDie Moselreise. Roman eines Kindes

### Treść
Powieść Die Moselreise. Roman eines Kindes (Wędrówka wzdłuż Mozeli. Powieść o dziecku) została wydana w Monachium w 2010 roku. Ortheil napisał ją, kiedy miał zaledwie jedenaście lat. Już wtedy zauważyć można było, jak ważne są dla niego podróżowanie, język i pisanie. Pisarz opisał wędrówkę wzdłuż Mozeli, którą odbył ze swoim ojcem. Podczas niej robił wiele notatek, dzięki którym powstała ta powieść. Przedstawiona została fascynacja językiem i pisaniem chłopca, który przezwyciężył ciszę, ucząc się mówić. Kontynuację tej powieści znaleźć można w powieści Die Erfindung des Lebens.

## Wyróżnienia, nagrody
- 1979: Nagroda Literacka Aspekte (Aspekte-Literaturpreis)
- 1981: Nagroda finansowa Landu Nadrenia Północna-Westfalia (Förderpreis des Landes Nordrhein-Westfalen für Literatur)
- 1982: Nagroda specjalna lektorów w Konkursie Ingeborg-Bachmann (Sonderpreis der Lektoren beim Ingeborg-Bachmann-Wettbewerb)
- 1988: Nagroda Literacka Miasta Stuttgart (Literaturpreis der Stadt Stuttgart)
- 1991: Stypendium Villa Massimo (Villa-Massimo-Stipendium)
- 2001: Medal za Zasługi niemieckiego landu Badenii-Wirtembergii (Verdienstmedaille des Landes Baden-Württemberg)
- 2002: Nagroda im. Thomasa Manna (Thomas-Mann-Preis)
- 2004: Nagroda im. Georga-K.-Glasera (Georg-K.-Glaser-Preis)
- 2006: Nagroda literacka (Koblenzer Literaturpreis)
- 2007: Nagroda im. Nicolasa Borna (Nicolas-Born-Preis)
- 2009: Nagroda Literacka im. Elisabeth Langgässer (Elisabeth-Langgässer-Literaturpreis)
- 2013: Nagroda im. Stefana Andresa (Stefan-Andres-Preis)
- 2016: Nagroda Literacka im. Hannelore Greve (Hannelore-Greve-Literaturpreis)